# Proyecto de biblioteca Pack Horse

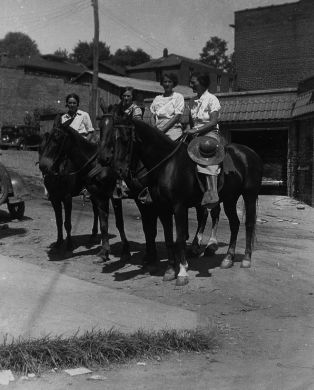
Bibliotecarias de Packhorse preparadas para comenzar la distribución de libros

El proyecto de biblioteca Pack Horse  (en inglés Pack Horse Library Project) fue un programa de Works Progress Administration (WPA) que repartió libros a regiones remotas de los Apalaches entre 1935 y 1943. Llevado a cabo, fundamentalmente, por mujeres, finalmente llegó a tener  30 bibliotecas diferentes para 100 000 personas. Las bibliotecarias a caballo eran conocidas por muchos nombres diferentes, incluyendo "mujeres de  los libros", "señoras de los libros" y "bibliotecarias de  paquetes de libros ".   El proyecto ayudó a emplear a unas 200 personas y llegó a unos 100.000 residentes en las zonas rurales de Kentucky. 

## Antecedentes

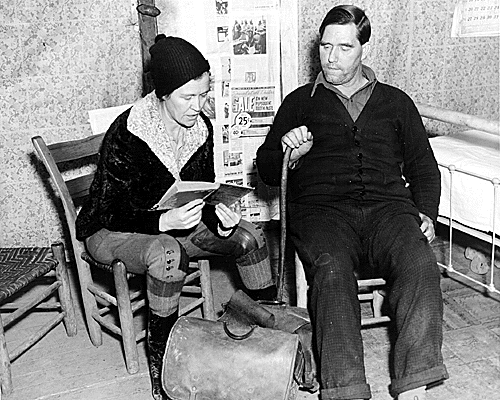
Una bibliotecaria lee un libro a un hombre en las montañas de Kentucky.

Debido a la Gran Depresión y la falta de fondos presupuestarios, la Asociación Estadounidense de Bibliotecas estimó en mayo de 1936 que alrededor de un tercio de todos los estadounidenses ya no tenían acceso "razonable" a los materiales de las bibliotecas públicas .  
El este de Kentucky rural es un área geográficamente aislada de gran parte del país.  Antes de la creación del Proyecto de Biblioteca Pack Horse, muchas personas en las zonas rurales de los Apalaches de Kentucky no tenían acceso a libros.  El porcentaje de personas que eran analfabetas en el este de Kentucky era de alrededor del 31 por ciento.  Las personas que vivían en áreas rurales, en su mayoría inaccesibles, querían alfabetizarse más, viendo la educación como una forma de escapar de la pobreza. Si bien había bibliotecas itinerantes , que fueron creadas por la Federación de Clubes de Mujeres de Kentucky en 1896, la falta de carreteras y centros de población en el este de Kentucky desalentó la creación de la mayoría de los servicios de bibliotecas públicas en esos lugares.  Las bibliotecas itinerantes dejaron de estar operativas  en 1933.  En Kentucky, 63 condados no tenían ningún servicio de biblioteca durante la década de 1930.
La primera biblioteca a caballo  se creó en Paintsville en 1913 y fue iniciada por May F. Stafford .   Fue apoyada por un magnate del carbón local, John CC Mayo , pero cuando Mayo murió en 1914, el programa terminó debido a la falta de fondos.  Elizabeth Fullerton , quien trabajó con proyectos de mujeres y profesionales en la WPA, decidió reutilizar la idea de Stafford.  En 1934, un ministro presbiteriano que dirigía un centro comunitario en el condado de Leslie ofreció su biblioteca a la WPA si financiaban a personas para que llevaran los libros a los habitantes  que no podían acceder fácilmente a los materiales de la biblioteca.  Eso inició la primera biblioteca de caballos de carga, que fue administrada por la Administración Federal de Alivio de Emergencia (FERA) hasta que la WPA se hizo cargo en 1935.   Para 1936, había ocho bibliotecas de caballos de carga en funcionamiento.

## Descripción
El Proyecto de Biblioteca Pack Horse fue dirigido por Ellen Woodward a nivel federal.  El proyecto se desarrolló entre 1935 y 1943. La WPA contrató a la "mujeres del libro" que trabajaban por alrededor de  28 dólares  al mes entregando libros en los Apalaches a caballo o en mulas. Entregaron tanto a hogares individuales como a escuelas. La WPA pagó los sueldos de los supervisores y carteros; todos los libros fueron donados al programa.  Los miembros de la comunidad no solo tenían que donar libros, sino también proporcionar instalaciones para almacenar los libros y otros suministros necesarios para las bibliotecarias a caballo. Cada biblioteca local de caballos de carga tenía un empleado, o bibliotecario jefe, que se encargaba de varias tareas de la biblioteca y de cuatro a diez portadoras de libros que entregaban libros a escuelas de montaña y granjas.   El bibliotecario jefe procesaba las donaciones en la sede, reparaba los libros y preparaba los artículos para entregar. La bibliotecarias reutilizaron elementos como cajas de queso en archivos de catálogo de tarjetas o placas de matrícula dobladas en formas para sujetalibros.   Mensualmente, las bibliotecarias se reunían en sus instalaciones centrales en lo que llamaban "conferencias".   La mayoría de las personas involucradas en el Proyecto de biblioteca de caballos de carga eran mujeres.  La mayoría de las bibliotecarias a caballo eran la única persona de su familia que en ese momento ganaba un ingreso. Los carteros proporcionaron sus propios caballos o mulas, algunos de los cuales fueron alquilados a agricultores locales.  En el transcurso de un mes, las mujeres montaban y caminaban su ruta al menos dos veces, cada ruta cubría de 100 a 120 millas (160 a 190 km) a la semana, con un total de 4 905 millas (7 894 km) en promedio. Los paquetes de libros que llevaban las bibliotecarias podían contener alrededor de 100 libros. 
Las bibliotecarias de Pack Horse realizaban visitas periódicas a las escuelas de montaña. La pequeña escuela de piedra nativa que se muestra aquí fue construida por la WPA en Kentucky y reemplazó un edificio de troncos anticuado. Los libros se rotaron entre ubicaciones  y se eligieron en función de las preferencias de los usuarios de la biblioteca.  La colección de las bibliotecas se centró en libros para niños. Maggie Mae Smith, supervisora de la biblioteca de caballos  del condado de Whitley, escribió que todos los niños corrieron a encontrarse con las mujeres de los libros y les dijeron: "Tráiganme un libro para leer". Para adultos, la colección se centró en eventos actuales, historia, religión y biografías. La Biblia fue uno de los libros más solicitados, junto con "literatura instructiva". Otros libros populares fueron Robinson Crusoe y obras de Mark Twain.  Las mujeres disfrutaban leyendo revistas caseras ilustradas y libros sobre salud y crianza de los hijos.   Otro aspecto único de la colección fueron los libros de recetas y patrones de acolchado que las mujeres crearon, anotando sus favoritos en carpetas que se compartieron en toda la zona.  Los álbumes de recortes también contenían recortes de otros libros y revistas y, finalmente, hubo más de 200 libros diferentes generados por usuarios y bibliotecarios.  En 1938, se compraron Tru-Vuers con 40 películas para circular por las diferentes bibliotecas y que la gente pudiera ver sus primeras imágenes en movimiento.  Los libros tenían tanta demanda que un joven caminó 13 km hasta la biblioteca de caballos  más cercana para conseguir libros nuevos. En 1936, se distribuyeron alrededor de 33 000 libros entre unas 57 000 familias. El período de préstamo de libros era generalmente de una semana. Las asociaciones de padres y maestros (PTA) y los clubes de mujeres en Kentucky fueron clave para ayudar a recaudar fondos para comprar libros nuevos.   Lena Nofcier, quien participó en la promoción del programa de donación de libros a través de la PTA, ayudó a recaudar dinero mediante campañas de recolección de libros y donaciones de dinero. En Paintsville, Kentucky, las Hijas de la Revolución Americana (DAR) ayudaron a pagar los gastos de envío de los libros donados. El director de la biblioteca en Paintsville, Stafford, también solicitó libros escribiendo al editor de The Courier-Journal. Las asociaciones de padres y maestros de Kentucky ayudaron a promover el proyecto de biblioteca Pack Horse. Las comunidades locales llevaron a cabo campañas de recolección de libros y jornadas de puertas abiertas para apoyar a las bibliotecas.  El proyecto de biblioteca Pack Horse no solo distribuyó libros sino que también proporcionó lecciones de lectura.  Las bibliotecarias y las mujeres de los libros también leían en voz alta a las familias. Las bibliotecarias también fueron vistos como educadoras, trayendo nuevas ideas a áreas aisladas. Para hacerlo, las bibliotecarias tuvieron que lidiar con la sospecha de su comunidad hacia los extraños y lidiar con una "hostilidad hacia cualquier influencia externa".  Las bibliotecarias lograron superar esa actitud hasta tal punto que se informó que una familia se negó a mudarse a un nuevo condado porque carecía de un servicio de biblioteca de caballos . El proyecto terminó en 1943, cuando la WPA dejó de financiar el programa. Si bien las comunidades locales intentaron mantener las bibliotecas en funcionamiento, no pudieron continuar sin financiación. No fue hasta la década de 1950 que las comunidades remotas tendrían acceso a las bibliotecas  móviles.

## Ubicaciones

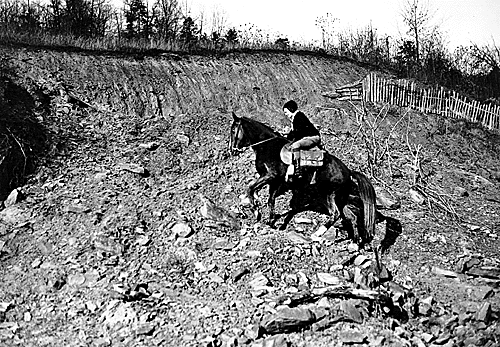
Los trayectos podían se difíciles y peligrosos

Había alrededor de 30 bibliotecas a caballo  diferentes que atendían a unas 100 000 personas  en las zonas montañosas. Las bibliotecas también sirvieron alrededor de 155 escuelas en estos condados en 1937. 
El condado de Breathitt fue una de las primeras ubicaciones de la biblioteca de caballos , que abrió en 1935.  Campbellsville, Kentucky abrió una  de estas biblioteca  el 3 de noviembre de 1938.  La jefa del proyecto era Louise S. Van Cleve . Burkesville en el condado de Cumberland puso en marcha una biblioteca de caballos  en 1938 con alrededor de 1 000 libros y 3 000 revistas en la colección. 
Para obtener libros para una biblioteca planificada del condado de Floyd , se llevó a cabo una jornada de puertas abiertas en Prestonsburg en 1938.  La supervisora del condado de Floyd fue Grace Moore Burchett , que supervisó los servicios en Prestonsburg, Martin, Lackey y Wheelwright .  El condado de Greenup inició una biblioteca de caballos  en 1939.  Hindman era la ubicación central del condado de Knott, que tenía una biblioteca de caballos  en 1935.   En 1937, había una  en el condado de Lee . Una sede principal estaba ubicada en Lexington .  El condado de Letcher también tenía su propia biblioteca. 
London, Kentucky, en el condado de Laurel, era una de las  más céntricas.  El centro estaba dirigido por Ethel Perryman , quien era directora local de la WPA, división de trabajo de mujeres. London también sirvió como área de recepción central para donaciones de libros.  La Sra. Malcolm McLeod , esposa del jefe del departamento de inglés de Carnegie Tech , dirigió un gran programa central de distribución de libros en Pittsburgh , y envió sus donaciones a London. 
El primer lugar en tener una biblioteca a caballo  fue el condado de Johnson, Paintsville. La colección de Leslie fue donada por su ministro, Benton Deaton, quien puso en marcha el proyecto.  La biblioteca de caballos de carga en Leslie comenzó en el Centro Comunitario de Wooton . 
Existía otra  en el condado de Martin en 1941. Una de las sedes de estas bibliotecas , en Martin sufrió un incendio o en 1939.  En el condado de Owsley ,  empezó a funcionar en 1937 .   La biblioteca de Painstville había crecido hasta contener alrededor de 5,000 libros en 1938.  Se estimó que costaba alrededor de 40 dólares al mes en alquiler y servicios públicos para operar la instalación central de la biblioteca de caballos de carga.  La sede de  Pikeville fue dirigida por Naomi Lemon .  La escuela Pine Mountain era la sede de la  en el condado de Harlan , que había sido abierta en 1937.  La supervisora de la biblioteca en el condado de Harlan era Ann Richards , una empleada de WPA. 
En 1936, la WPA comenzó a planificar la apertura de una sede en Somerset, Kentucky .  La biblioteca de Somerset fue supervisada por Imogene Dutton .  En 1937, había una  en el condado de Whitely .  Maggie Mae Smith era la supervisora en ese lugar.  

## Pack Horse en la literatura
El libro más notable que se ha escrito sobre las bibliotecarias a caballo es el galardonado Giver of Stars (Te regalaré las estrellas) de Jojo Moyes, un libro de ficción histórica sobre bibliotecarias a caballo en un área remota de Kentucky. Este libro es uno de los más vendidos del New York Times, según el  Reece Witherspoon Hello Sunshine Book Club, uno de los 100 mejores libros para leer de USA Today. Universal Pictures ha adquirido los derechos cinematográficos de The Giver of Stars. Debra Hayward y Alison Owen producirán la adaptación con la autora Jojo Moyes como productor ejecutivo.
Irene Vallejo en el epílogo de su libro El infinito en un junco, titulado Los olvidados, las anónimas, las nombra llamándolas «bibliotecarias montadas de Kentucky» y describe el temor inicial de los lugareños:

....jamás lo admitirían, pero esas mujeres a caballo les inspiraba temor. El miedo se convierte en sorpresa cuando las ven desmontar, abrir las alforjas y sacar - espanto y rechinar de dientes - libros.

That Book Woman (2008), de Heather Henson, ilustrado por David Small , es un libro para niños que presenta el proyecto.
Down Cut Shin Creek (2010), de Kathi Appelt y Jeanne Cannella Schmitzer, es un libro documental que traza la historia de las mujeres del Proyecto.

## Consulta
The Pack Horse  library Project of Eastern Kentucky 1936-1943. Tesis doctoral de  Jeanne Cannella University Tennessee